# تیم متحد در المپیک تابستانی ۱۹۹۲
تیم متحد ((کاتالونیایی: Equip Unificat، تلفظ: [əˈkip unifiˈkat])) یک تیم مشترک شامل دوازده جمهوری از پانزده جمهوری اتحاد شوروی سابق در بازی‌های المپیک تابستانی ۱۹۹۲ در بارسلون بود. کشورهای استونی، لتونی و لیتوانی به صورت جداگانه به رقابت پرداختند. این تیم به صورت غیررسمی تحت نام تیم کشورهای مستقل همسود نامیده می‌شود گرچه گرجستان زمانی که به عنوان بخشی از تیم متحد در رقابت‌ها حضور داشت عضو کمیته بین‌المللی المپیک نبود. در مجموع ۴۷۵ ورزشکار شامل ۳۱۰ ورزشکار مرد و ۱۶۵ ورزشکار زن در ۲۳۴ رویداد در ۲۷ رشته ورزشی به رقابت پرداختند.تیم متحد توانست با کسب 45 مدال طلا ، 38 نقزه ، 29 برنز و مجموع 112 مدال عنوان نخست و قهرمانی این رقابت ها زا از آن خود کند.بعد از تیم متحد ، آمریکا با 37 طلا رتبه دوم را بدست آورد.